# Maurice Hemelsoet
Maurice Constant Maria Hemelsoet, född 8 mars 1875 i Gent, död 29 december 1943 i Gent, var en belgisk roddare.
Hemelsoet blev olympisk silvermedaljör i åtta med styrman vid sommarspelen 1900 i Paris.